# Aldgate
Aldgate es un ward del municipio londinense de la City de Londres. Toma su nombre de la antigua puerta oriental de la muralla de Londres, que daba acceso a Whitechapel y al East End. El primer registro del nombre del lugar aparece en un documento de 1052 con el nombre de Æst geat ("east gate", es decir, puerta del este), para transformarse en Alegate en 1108. Se encuentra a 4 km (2.3 mi) al estenoreste de Charing Cross.